# ディシディア ファイナルファンタジー オペラオムニア
『ディシディア ファイナルファンタジー オペラオムニア』（DISSIDIA FINAL FANTASY OPERA OMNIA、略称: DFFOO）はスクウェア・エニックスより配信されていたスマートフォン用ゲームアプリ。サービス期間は2017年2月1日 - 2024年2月29日。基本プレイ無料（アイテム課金制）。

## 概要
2015年発売のアーケード用ゲーム『ディシディア ファイナルファンタジー』と世界観を共有する作品。2016年8月27日開催の「ディシディア夏祭り」にて発表された。開発はアーケード版『ディシディア』同様にコーエーテクモゲームスの「Team NINJA」が行う。
ディシディアシリーズ初のスマートフォン向けタイトルであり、ジャンルも同シリーズでは初となるRPGとなっている。戦闘システムには「追撃」などPSP版『ディシディア』の要素が織り込まれている。
ゲームプレイはメインストーリークエストや一部イベントはスタミナ消費無しでプレイが可能。スタミナ（AP、リンクベル）は特定のクエストでのみでの使用する。FFシリーズのアプリゲームの先行タイトルである『ファイナルファンタジー レコードキーパー』と同様にプレイアブルキャラクターの入手はクエストクリアで行え、所謂ガチャ要素は装備品に集約する方式を採用している。該当クエストまで進んでいなくて未加入状態のプレイアブルキャラクターがいても、装備品のガチャで先行加入させる事も可能。
アーケード版『ディシディア』との連動機能も実装していたが、アーケード版のアップデート終了に伴い廃止された。
2024年2月29日をもってサービスを終了した。

## ゲームシステム
『ディシディアシリーズ』のブレイヴ攻撃とHP攻撃を導入したコマンドバトル方式となっている。